# Sursaut radio rapide
Pour les articles homonymes, voir FRB.

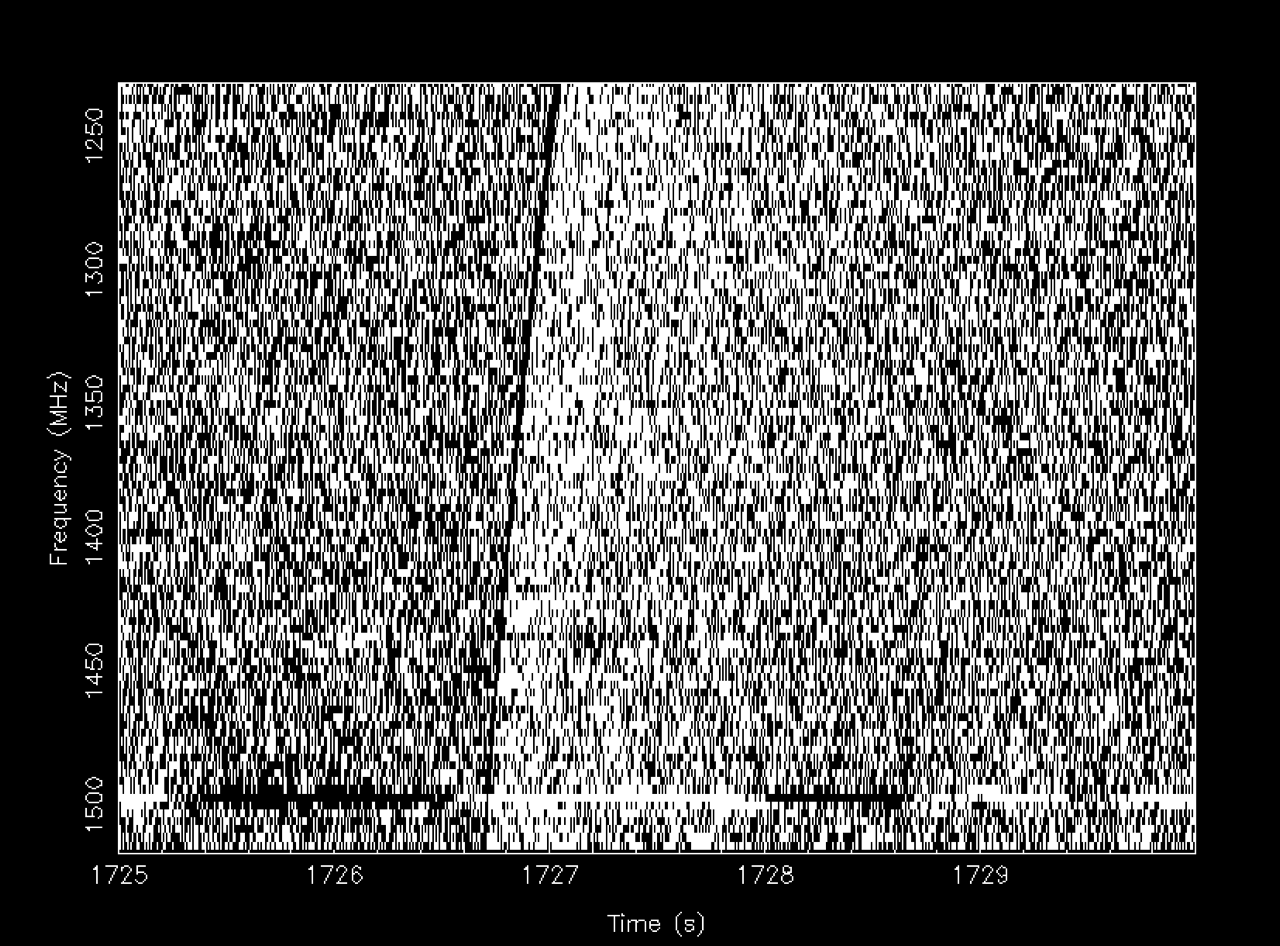
Illustration du premier sursaut Lorimer, détecté en 2007 montrant la dispersion du signal.

En radio-astronomie, les sursauts radio rapides (fast radio burst, abrégé FRB), ou sursauts Lorimer (Lorimer burst), sont des sursauts d'ondes radio d'une durée de quelques millisecondes.
Le premier d'entre eux a été découvert par une équipe de chercheurs menée par Duncan Lorimer, qui a analysé les données d'un relevé astronomique du Petit Nuage de Magellan.

## Historique
Au milieu de la décennie 2000, les chercheurs Duncan Lorimer (professeur de physique et d’astronomie au Centre des ondes gravitationnelles et de cosmologie de l’université de Virginie-Occidentale, États-Unis) et Maura McLaughlin (astronome à l’université de Virginie-Occidentale) confient à David Narkevic, un de leurs étudiants, l'analyse des données d'archives issues d'observations des Nuages de Magellan effectuées cinq ans plus tôt avec le radiotélescope de Parkes, en Australie.
Au début de 2007, David Narkevic découvre un signal cent fois plus fort que le bruit de fond. La durée du signal indique que le diamètre de la source d'émission ne mesure pas plus de 10 millisecondes-lumière, soit environ 3 000 km, en gros le quart du diamètre de la Terre. Sa localisation approximative indique qu'il provient d'une région située à quelques degrés au sud du Petit Nuage de Magellan. Il est caractérisé par une forte dispersion, situant la distance de la source à environ 3 milliards d'années-lumière, soit bien au-delà du Groupe local. La dispersion interstellaire affecte la propagation des ondes radio lorsqu'elles rencontrent des électrons libres. Ceux-ci agissent comme le ferait un plasma. Dans ce milieu, la vitesse de propagation des ondes radio varie en fonction de la fréquence. Plus faible est cette fréquence et plus grand sera le retard pris par rapport aux ondes de fréquence plus élevées. Plus la distance de ce milieu traversé est grande, plus grand sera le décalage temporel entre les diverses longueurs d'onde du signal radio. Il s'ensuit que la mesure de ce décalage temporel renseigne sur la distance de la source d'émission.
En 2007, dans un article de Lorimer et al., Duncan Lorimer annonce la découverte d'un sursaut radio de forte intensité, dans les données d'un relevé astronomique de 1,4 gigahertz de la région du Petit Nuage de Magellan effectué par l'Observatoire de Parkes. Le sursaut, d'une durée de moins de 5 millisecondes, est situé à 3 degrés en dehors du nuage et n'aurait aucun lien avec ce dernier ni avec la Voie lactée. Selon des analyses théoriques, le sursaut serait situé à une distance inférieure à 1 gigaparsec.
En 2010, 16 sursauts similaires, mais d'origine terrestre, sont découverts. L'observation de Lorimer et al. est demeurée unique jusqu'en 2013, alors que 4 nouveaux sursauts ont été découverts. À la suite d'une étude effectuée à l'Observatoire de Parkes, il s'avère que la quasi-totalité des sursauts radio rapides détectés sur place seraient des perytons (en) (sursauts radio rapides d'origine terrestre) et trouveraient leur origine dans l'utilisation d'un four à micro-ondes. Toutefois, l'étude précise que ces perytons ne sont pas à l'origine du FRB 010724 ni du FRB150215.
Le 2 novembre 2012, le radiotélescope de l’observatoire d'Arecibo de Porto Rico, l'un des plus grands et des plus sensibles au monde, rapporte avoir isolé à son tour un puissant signal radio. « Les scientifiques se demandaient s'il ne s'agissait pas d'un dysfonctionnement de l'antenne de Parkes. Mais comme le sursaut de 2012 a été repéré par un radiotélescope différent de celui de Parkes, le vrai travail scientifique peut commencer. »
Le 10 juillet 2014, dans un article publié dans The Astrophysical Journal, l'équipe de l'observatoire d'Arecibo estime que ces étranges phénomènes cosmiques se produisent en réalité 10 000 fois par jour dans le ciel. À moins d'envisager la possibilité d'être bombardés de messages de la part d'extra-terrestres, qui seraient de surcroît présents dans tout l'univers, il faudra privilégier d'autres pistes. D'après les auteurs de l'étude, ces signaux radio semblent avoir été émis depuis une autre galaxie, à plusieurs millions d'années-lumière : « Selon toute vraisemblance, les ondes radios proviennent des confins de l’espace extragalactique - une perspective extrêmement intéressante », indique l'astrophysicienne et co-auteur de la découverte, Victoria Kaspi, dans un article publié par l'Université McGill.
L'origine physique de ces sursauts est encore mal déterminée. L'une des hypothèses fait intervenir les blitzars, une autre les sursauts gamma. Certains chercheurs avaient également évoqué la possibilité de détection de satellites militaires secrets ou d'une intelligence extra-terrestre quelconque. Mais la localisation de FRB à l'extérieur de la Voie Lactée a rendu caduque l'hypothèse des satellites militaires.

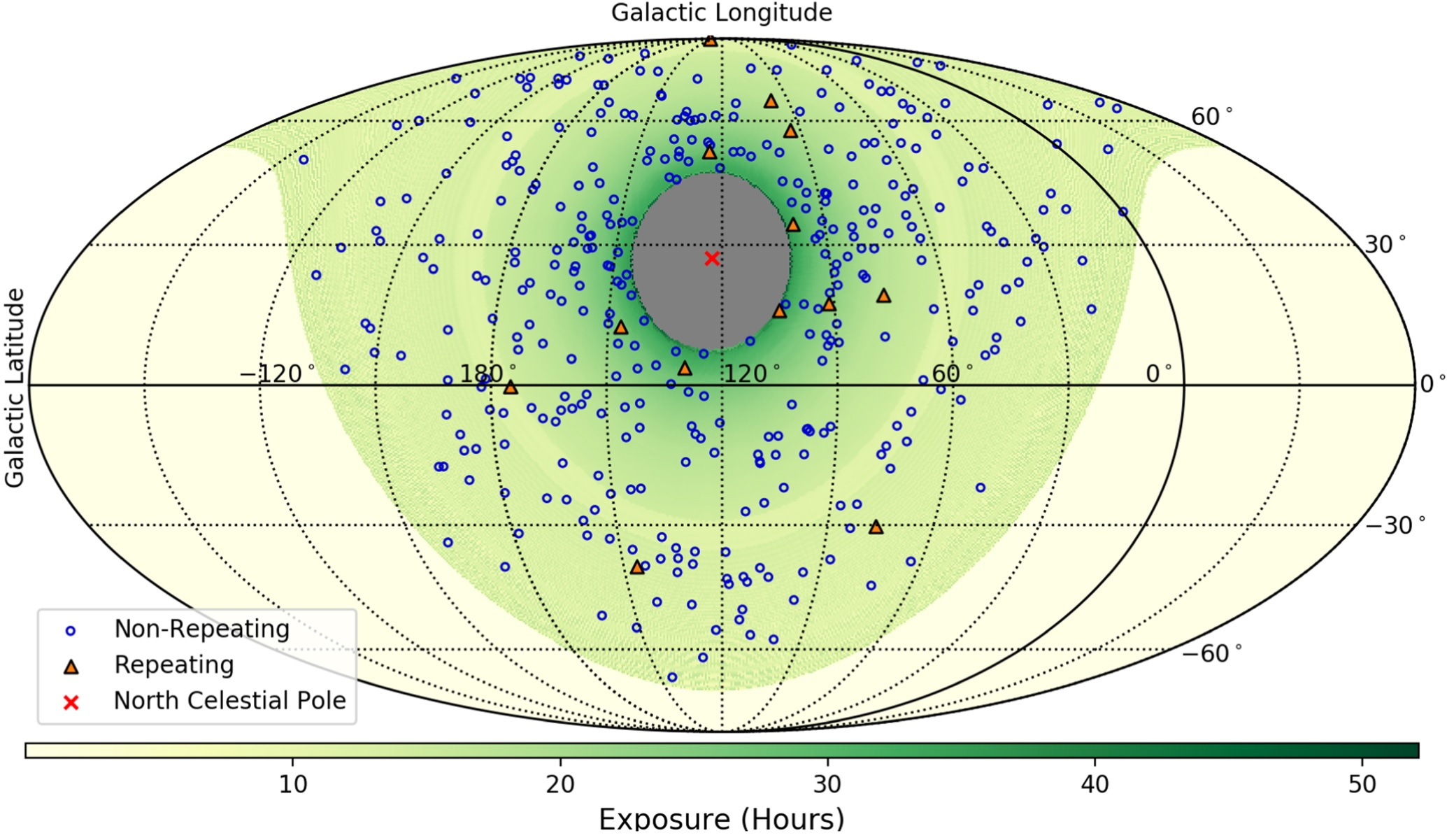
FRB observés par CHIME, comportant 474 sources uniques et 18 sources répétées entre le 28/08/2018 et le 01/07/2019.

Le radiotélescope CHIME, basé au Canada, pleinement opérationnel depuis septembre 2018 et qui balaye 24 heures sur 24 la totalité du ciel du nord, initialement prévu pour cartographier l’intensité de l’hydrogène afin d'explorer l’univers initial, a détecté d'autres exemples de ces flashs cosmiques dont l'un récurrent (second cas de découverte, qui s'est répété au moins cinq fois depuis un premier flash, le 14 août 2018). CHIME a été testé pour la première fois en juillet et en août 2018, en repérant 13 FRB (contre une soixantaine d'exemples détectés par l'astronomie jusqu'alors). CHIME a aussi repéré un flash en basse fréquence (400 mégahertz, alors que le record précédent en basse fréquence en dessous de 700 mégahertz était de 580 mégahertz). Les premières détections par CHIME ont donc été faites alors qu'il était encore en cours de réglage. D'autres découvertes sont attendues.
La découverte des FRB a valu le prix Shaw 2023 à Matthew Bailes, Duncan Lorimer et Maura McLaughlin.

## Hypothèses
Dans un article de l'Université McGill, les hypothèses envisagées pour expliquer ces signaux seraient des étoiles à neutrons naissantes ou mourantes  en formant des trous noirs, ou des pulsars d'un nouveau genre. Un exposé critique des différentes théories a été publié en 2019.
Fin avril 2020, la découverte du magnétar SGR 1935+2154 relève le premier sursaut radio rapide connu à l'intérieur de la voie lactée. Son étude amène à privilégier la piste des magnétars comme origine de ces événements.

## Sursauts notables
Début 2020, sur la centaine de sursauts radio rapides observés, 5 ont pu être localisés dont 2 qui ont eu des sursauts répétés.

### FRB 121102
Identifié en 2014 mais enregistré depuis novembre 2012 par le radiotélescope d'Arecibo, FRB 121102 est une source récurrente (plus de 200 événements enregistrés entre fin 2012 et fin 2017) mais non périodique de sursauts radio rapides. C'est la seule source récurrente connue à ce jour avec FRB 180814 (mars 2019), et aussi la seule qui ait pu être identifiée avec une source continue (mais très faible) d'ondes radio et de lumière visible, située dans une galaxie naine distante d'environ 3 milliards d'années-lumière. Les sursauts, d'une durée comprise entre 30 µs et 2 ms, sont polarisés à presque 100 % et pourraient provenir d'une étoile à neutrons proche d'un trou noir massif ou entourée par un plérion ou une autre forme de rémanent de supernova.

### FRB 180924
Grâce au réseau de radiotélescope ASKAP, en 2019 est déterminée pour la seconde fois la localisation d'un sursaut radio rapide.

### FRB 180916
Cette source atypique présente des sursauts sur un cycle de 16,35 jours. Ce cycle se décompose en une période d'émission d'environ 4 jours et une période sans émission d'environ 12 jours. Ce signal a été détecté par le radiotéléscope CHIME par l'équipe du Néerlandais Jason Hessels. Grâce à l'European VLBI Network constitué de 22 radiotélescopes dans le monde, sa source a été située dans une galaxie spirale située à un peu moins de 500 millions d'années-lumière de nous.

### FRB 190523
En 2019, peu après la publication concernant la localisation de FRB 180924, l'OVRO parvient lui aussi à localiser l'origine d'un autre sursaut radio rapide.

## Applications à l'astrophysique
Une étude parue en 2020 a proposé d'utiliser les sursauts radio rapides de localisation connue pour estimer la quantité de matière baryonique présente dans l'espace intergalactique. La valeur trouvée est cohérente avec les modèles de nucléosynthèse primordiale.